# Kronokyrkan
Kronokyrkan är en kristen församling, tillhörande Evangeliska Frikyrkan.
Församlingen är verksam i den invandrartäta stadsdelen Kronogården i Trollhättan och blev självständig 2009, efter att sedan augusti 2000 fungerat som en församlingsplantering inom Salemförsamlingen i Vargön. Man håller numera sina gudstjänster på Kronogårds torg i Trollhättan på söndagar kl 16:00